# Sofia Papadopulu
Sofia Papadopulu, gr. Σοφία Παπαδοπούλου (ur. 19 listopada 1983 w Atenach) – grecka żeglarka sportowa, brązowa medalistka olimpijska.
Brązowa medalistka igrzysk olimpijskich w Pekinie w 2008 roku w klasie Yngling. Załogę tworzyły również Sofia Bekatoru i Wirjinia Krawarioti. Brązowa medalistka mistrzostw Europy w 2007 roku.